# Begravelsen (film fra 2002)
 For alternative betydninger, se Begravelsen. (Se også artikler, som begynder med Begravelsen)
Begravelsen er en dansk kortfilm fra 2002 instrueret af Pia Bovin og efter manuskript af Bent Haller.

## Handling
Karens mand Oswald skal begraves. Karen har aldrig været en 'normal' mor og hustru, og hun har sin helt egen plan for dagen. Under det efterfølgende kaffebord tager Karen fat i den fortid, som hun nu vil gøre op med. Hun overtaler sine 2 sønner til at drikke gravøl, og her kommer mange spøgelser fra fortiden frem.

## Medvirkende
- Birthe Neumann, Karen
- Henrik Noél Olesen, Kim
- Lars Mikkelsen, Henrik
- Kim Nørrevig, Oswald
- Troels II Munk, Børge
- Marie-Louise Coninck, Olga
- Sarah Boberg, Kims kone
- Anne-Grethe Bjarup Riis, Henriks kone
- Helle Dolleris, Sygeplejerske
- Mogens Juul, Karl
- Mogens Holm, Karens far
- Haakon Lærum, Lægen
- Sara Bovin, Kims datter
- Amanda Bovin Boberg, Kims datter
- Jelena Dokovic, Karen som barn
- Kasper Sylvest, Henriks søn
- Emma Bovin, Henriks datter
- Maj Bovin, Karens mor